# Sawsan Chebli
Sawsan Mohammed Chebli (in arabo سوسن محمد شبلي‎?; Berlino Ovest, 26 luglio 1978) è una politica tedesca, ex funzionaria del Partito Socialdemocratico di Germania (SPD). Da dicembre 2016 a dicembre 2021 è stata rappresentante dello Stato di Berlino a livello federale e segretaria di Stato per l'impegno civico e gli affari internazionali presso la Cancelleria del Senato di Berlino.

## Biografia
In seguito alla guerra in Palestina, i genitori di Chebli vivevano in Libano come rifugiati palestinesi dal 1948 e arrivarono nella Repubblica federale in Germania nel 1970 come richiedenti asilo. Dopo il rifiuto della domanda, hanno vissuto ugualmente a Berlino Ovest, dove Chebli è nata nel 1978 come dodicesima di tredici figli. È stata apolide fino all'età di 15 anni e suo padre è stato espulso dalla Germania tre volte e ogni volta è tornato illegalmente. Nel 1993 la famiglia ricevette la cittadinanza tedesca.
Chebli è cresciuta nel quartiere Moabit di Berlino Ovest. ha iniziato a imparare il tedesco solo quando è andata a scuola. Dopo aver completato la maturità al Lessing-Gymnasium di Wedding, Berlino nel 1999, ha studiato scienze politiche presso l'Otto Suhr Institute (OSI) della Libera Università di Berlino. Si è richiamata alle sue origini familiari e al conflitto in Medio Oriente come motivazione per studiare politica ed entrare in politica.
Un modello è stato per lei il fratello maggiore, morto nel 2018, che lavorava come imam in Svezia e consigliava le autorità locali su questioni di integrazione.

## Carriera politica
Chebli è entrata a far parte del Partito socialdemocratico nel 2001. Durante il periodo universitario, ha lavorato come assistente di ricerca studentesca di Gert Weisskirchen  presso l'Office for Near Eastern Politics della Freie Universität Berlin. Dal 2004 è stata capo dello staff di Johannes Jung.